# Arnay-sous-Vitteaux
Arnay-sour-Vitteaux ist eine französische Gemeinde mit 112 Einwohnern (Stand: 1. Januar 2022) im Département Côte-d’Or in der Region Bourgogne-Franche-Comté. Sie gehört zum Arrondissement Montbard und zum Kanton Semur-en-Auxois. 
Sie grenzt im Nordwesten an Marigny-le-Cahouët, im Norden an Brain, im Nordosten an Villeferry, im Osten an Dampierre-en-Montagne, im Südosten an Posanges, im Süden an Marcilly-et-Dracy, im Südwesten an Velogny und im Westen an Sainte-Colombe-en-Auxois.

## Bevölkerungsentwicklung
| Jahr                       | 1962 | 1968 | 1975 | 1982 | 1990 | 1999 | 2008 | 2015 |
| -------------------------- | ---- | ---- | ---- | ---- | ---- | ---- | ---- | ---- |
| Einwohner                  | 208  | 183  | 154  | 170  | 160  | 146  | 117  | 109  |
| Quellen: Cassini und INSEE |      |      |      |      |      |      |      |      |

## Sieh auch
- Liste der Monuments historiques in Arnay-sous-Vitteaux